# Rezerwat przyrody Wapienny Las
Rezerwat przyrody Wapienny Las – leśny rezerwat przyrody położony na terenie gmin Polanów i Bobolice w powiecie koszalińskim (województwo zachodniopomorskie).
Obszar chroniony utworzony został 8 sierpnia 2018 r. na podstawie Zarządzenia Regionalnego Dyrektora Ochrony Środowiska w Szczecinie z dnia 11 lipca 2018 r. w sprawie uznania za rezerwat przyrody „Wapienny Las” (Dz. Urz. Woj. Zach. z 2018 r., poz. 3344).

## Położenie
Rezerwat ma 21,71 ha powierzchni, w całości pod ochroną czynną. Znajduje się na terenie leśnictwa Żydowo w nadleśnictwie Polanów (wydzielenia leśne 644a, b, c (część), d (część), i, k, l, m, n), co odpowiada obszarom ewidencyjnym Drzewiany (fragment działki ewidencyjnej nr 644/2) i Żydowo (fragm. dz. ew. nr 644/3). Otacza go otulina o powierzchni 1,31 ha, obejmująca fragmenty wydzieleń leśnych 644c, d (odpowiadające fragmentowi działki nr 644/3 w Żydowie). Położony jest w dolinie Debrzycy, która na jednym odcinku stanowi jego granicę. Rezerwat i otulina leżą w całości w obszarze mającym znaczenie dla Wspólnoty „Dolina Radwi, Chotli i Chocieli” PLH320022.

## Charakterystyka
Celem ochrony jest „zachowanie kompleksu lasów bukowych, grądowych i łęgowych na podłożu wapiennym wraz z rzadką roślinnością żyznych buczyn storczykowych i licznymi źródliskami”. Na obszarze rezerwatu dominuje buczyna o podłożu storczykowym, przeplatana też torfowiskami i olsami. Podłoże jest bogate w wapń, zgromadzony tu w procesie akumulacji martwic wapiennych, a bryły tych martwic pojawiają się na powierzchni, w źródliskach i glebie, mającej charakter pararędzinowy.
Wśród najcenniejszych gatunków występują tu buławnik czerwony (Cephalathera rubra), szczyr (Mercurialis perennis), gnieźnik leśny (Neotthia nidus-avis) i pierwiosnka lekarska (Primula veris), a także odkryty dopiero w 2010 widłozęb zielony (Dicranum viride). Występują tu także licznie mchy (m.in. żebrowiec paprociowaty Cratoneuron filicinum, gładyszek paprociowaty Homalia trichomanes, szurpek otwarty Orthotrichum patens, miechera spłaszczona Neckera complanata, nastroszek Brucha Ulota bruchii, nastroszek kędzierzawy Ulota crispa), wątrobowce (m.in. nowellia krzywolistna Nowellia curvifolia, parzoch szerokolistny Porella platyphylla – nadrzewnie i na kamieniach w potokach), grzyby nadrewnowe (m.in. suchogłówka korowa Phleogena faginea, płomienniczek żółtobrązowy Flammulaster muricatus) i chrząszcze (m.in. Ischnoglossa obscura, Dryophillus pusillus, Hypoganus inunctus, Orchesia undulata, Wanachia triguttata).
Plan ochrony rezerwatu zakłada m.in. ograniczenie ruchu pieszo-rowerowego i wyznaczenie dla niego ścieżek, oznakowanie rezerwatu oraz badanie występujących tu gatunków.